# District de Meixi
Le district de Meixi (美溪区 ; pinyin : Měixī Qū) est une subdivision administrative de la province du Heilongjiang en Chine. Il est placé sous la juridiction de la ville-préfecture de Yichun.